# Pasadena Hills (Misuri)
Pasadena Hills es una ciudad ubicada en el condado de San Luis en el estado estadounidense de Misuri. En el Censo de 2010 tenía una población de 930 habitantes y una densidad poblacional de 1.670,12 personas por km².

## Geografía
Pasadena Hills se encuentra ubicada en las coordenadas 38°42′30″N 90°17′32″O / 38.70833, -90.29222. Según la Oficina del Censo de los Estados Unidos, Pasadena Hills tiene una superficie total de 0.56 km², de la cual 0.56 km² corresponden a tierra firme y (0%) 0 km² es agua.

## Demografía
Según el censo de 2010, había 930 personas residiendo en Pasadena Hills. La densidad de población era de 1.670,12 hab./km². De los 930 habitantes, Pasadena Hills estaba compuesto por el 28.06% blancos, el 68.28% eran afroamericanos, el 0.43% eran amerindios, el 0.97% eran asiáticos, el 0% eran isleños del Pacífico, el 0.43% eran de otras razas y el 1.83% pertenecían a dos o más razas. Del total de la población el 1.18% eran hispanos o latinos de cualquier raza.